# حاصرات تقويمية
تتألف الحاصرات التقويمية من أطواق معدنية، توضع حول كل سن وتوصل مع بعضها بأسلاك. ويستخدم مقومو الأسنان المشابك لإصلاح الوضع غير الطبيعي للأسنان والفكين، ويحدث عدم الانتظام عادةً عند نمو الأسنان خلال فترة الطفولة المبكرة. وقد ينتج عنها عدم إطباق الأسنان (القضم السيئ). وتحدث غالبية حالات عدم الإطباق بسبب كبر حجم الأسنان قياسًا بالمساحة المتوافرة لها في الفك. ونتيجة لذلك تتراكم الأسنان. ويعالج اختصاصيو تقويم الأسنان حالات عدم الإطباق باستخدام المشابك وأجهزة ميكانيكية أخرى تحرك الأسنان إلى مكان أفضل.
تقويم الأسنان هو إحدى مجالات طب الأسنان التي تهتم بدراسة ومعالجة عيوب إطباق الاسنان (malocclusions)، والذي قد يكون نتيجة لعدم انتظام الأسنان، علاقات الفك غير متناسبة (بين الفكين العلوي والسفلي)، أو كليهما.
يمكن للمعالجة التقويمية أن تتعامل مع اصطفاف الأسنان فقط، أو قد تكون بمراقبة وتعديل نمو الوجه والفكين. أفضل تعريف لها «جراحة العظام التقويمية».("dentofacial orthopedics")
المعالجة التقويمية يمكن ان تكون لأسباب جمالية بحتة فيما يتعلق بتحسين المظهر العام لأسنان المرضى. ويمكن أن تكون لإعادة بناء وتغيير المظهر الخارجي للوجه (تقويم الأسنان يغير الثلثين السفليين للوجه). ومن الممكن أن تكون المعالجة التقويمية تهدف إلى إعادة وتنظيم الوظائف الفموية كالنطق والمضغ والكلام.

## التاريخ

### القديم
وفقا للعلماء والمؤرخين، فإن بداية تقويم الأسنان تعود إلى العصور القديمة، ما بين 300-400 سنة قبل الميلاد، حيث فكر أبقراط وأرسطو بطرق لتقويم الأسنان وإصلاح العديد من المشاكل السنية. اكتشف علماء الآثار العديد من الجثث المحنطة التي كانت أسنانها محاطة بشرائح معدنية. الخيط المعدني أو القصابة، وهو نوع من الحبال المصنوعة من الألياف الطبيعية من أمعاء الحيوانات، والذي يؤدي دور مشابه لدور سلك تقويم الأسنان لسد الثغرات الموجودة بين الأسنان. دفن الأتروريون موتاهم الذين كانوا يرتدون أجهزة تقويم الأسنان ليحافظوا على الفراغات ويمنعوا تساقط الأسنان أو فقدانها بعد موتهم. وقد تم العثور على مقبرة رومانية تحتوي على عدد من الأسنان المربوطة بسلك من الذهب سمي بسلك الربطة، وهو عبارة عن سلك مرن صغير يستخدم لتركيب سلك القوس للأسنان. ويعد الفيلسوف والطبيب الروماني أولوس كورنيليوس سيلسوس أول من عالج الأسنان بواسطة الضغط بالإصبع. بقيت الأبحاث المتعلقة بتقويم الأسنان قليلة حتى بداية القرن السابع عشر، وذلك بسبب قلة الأدلة، سوء حفظ الجثث والتكنولوجيا البدائية.

### القرن الثامن عشر

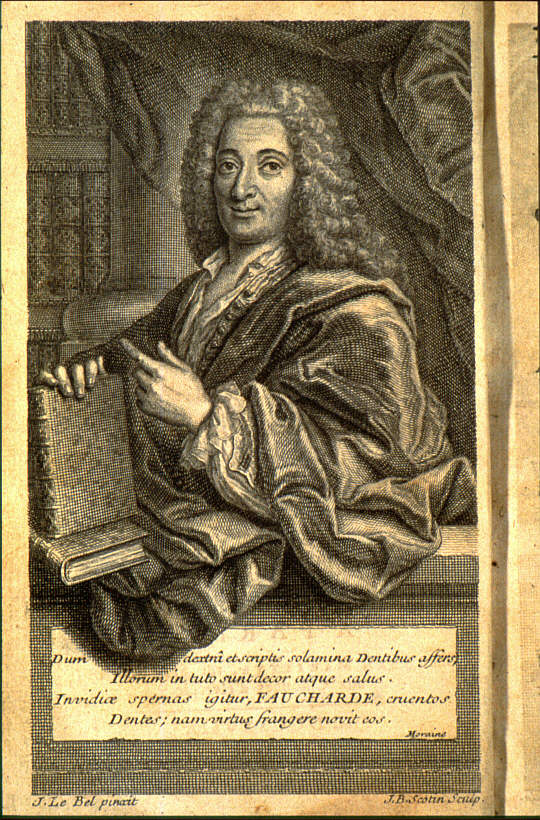

بدأ التطور الحقيقي لتقويم الأسنان في القرون السابعة عشر، الثامنة عشر والتاسعة عشر. في عام 1728, قام طبيب الأسنان الفرنسي بيير فوشار- الذي يرجع له الفضل في اختراع تقويم الأسنان الحديث- بنشر كتاب بعنوان «طبيب الأسنان الجراح» الذي تناول طرق استقامة الأسنان، حيث استخدم فوشار جهاز العصابة، وهي حديدة على شكل حدوة الحصان، استخدمها فوشار لكي يوسع قوس الأسنان. وفي عام 1754 ظهر طبيب أسنان فرنسي آخر يدعى لويس بودري، لقب «بطبيب أسنان ملك فرنسا», ونشر كتاب «فن طبيب الأسنان», الذي خصص فيه فصلا عن ضبط استقامة الأسنان. وقد طور العصابة، حيث سجل أول طبيب أسنان يوصي بخلع ضاحكة لتخفيف الازدحام وتحسين نمو الفك.

### القرن التاسع عشر
على الرغم من وجود تطبيقات لتعديل الأسنان والحنك منذ القدم، إلا أن علم تقويم الأسنان لم يكن علما بحد ذاته حتى منتصف القرن التاسع عشر. ساعد العديد من أطباء الأسنان المهمين بتطوير هذا العلم عن طريق استحداث أدوات جديدة. في عام 1819, قدم ديلابري –الذي عاصر ولادة تقويم الأسنان المعاصرة- أسلاك الدعم. وكان ماينراد أول من صنع اللثة المطاطية. وتكر أول من قطع الأربطة المطاطية من أنابيب المطاط في عام 1850. كما قام طبيب الأسنان، الكاتب، الفنان والنحات نورمان كينغسلي بتكابة «أطروحة الفم» عن تقويم الأسنان في عام 1880. كما قام فاراد بكتابة مجلدين تحت عنوان «أطروحة مخالفات الأسنان وتصحيحاتها،» وكان أول من اقترح استخدام القوة الخفيفة على فترات مناسبة من الزمن لتحريك الأسنان.

### القرن العشرون
في أوائل القرن العشرين، قام إدوارد أنجل بوضع أول نظام تصنيف بسيط لعيوب الإطباق، مثال على ذلك: الفئة الأولى والفئة الثانية.... هلم جرا. مازال نظام تصنيف أنجل يستخدم ليومنا هذا كوسيلة لوصف حالة الأسنان، مدى إعوجاجها، الطريقة التي تتجه بها، كيفية الإطباق. ساهم أنجل بشكل كبير في في تصميم أجهزة لتقويم الأسنان. كما أسس مدرسة وكلية لتدريس تقويم الأسنان. ونظم الجمعية الأمريكية لتقويم الأسنان في عام 1901 التي أصبحت في عام 1930 الجمعية الأمريكية لتقويم الأسنان. كما أسس مجلة تقويم الأسنان في عام 1907. ومما أضيف لهذا المجال في أواخر القرن التاسع عشر والعشرين: كتاب تقويم الأسنان للأطفال- جيلفرود عام 1889, واستخدام الأشرطة المطاطية على يد كالفين كيس وبيكر.

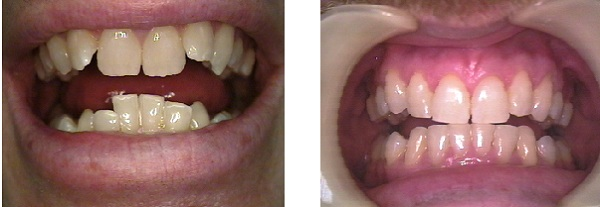

## آلية عمل تقويم الأسنان
تتحرك الأسنان نتيجة القوة والضغط المطبق عليها. هناك أربعة عناصر أساسية تلزم من أجل المساعدة في تحريك الأسنان. في حالة استخدام تقويم الأسنان المعدني التقليدي، نحتاج إلى أقواس، مادة لاصقة، سلك مقوس لإبقاء الأسنان على استقامة واحدة. يتحرك السن عندما يضغط السلك المقوس على الأقواس والأسنان. أحياناً تستخدم أربطة مطاطية لزيادة الضغط باتجاه معين. يتميز جهاز التقويم بأنه يوفر ضغطاً ثابتا يحرك الأسنان إلى موضعهم المناسب خلال فترة زمنية معينة.
في كثير من حالات الأطفال والمراهقين، يتطلب منهم ارتداء مترسة الرأس كجزء من مرحلة العلاج الأولية، كما يحتاج بعض البالغون لارتدائها لمنع بعض الأسنان من التحرك. عندما يضغط التقويم على سن واحد، فإن اللثة تتمدد من جانب وتنضغط من الجانب الآخر. يجب أن تطبق هذه الحركة بشكل بطيء كي لا يفقد المريض سنّه، لهذا السبب تكون مدة ارتداء التقويم سنتين، كما يجب إجراء تعديل على التقويم كل ثلاثة إلى أربعة أسابيع.
تقوم هذه العملية بإرخاء السن، فتنمو عظام جديدة لتدعم السن في موقعه الجديد. تسمى هذه العلمية بإعادة تشكيل العظام. وهي عملية نشطة حيوياً، مسؤولة عن جعل العظم أقوى عند ثأثره بضغط ثابت، وأضعف عند غياب هذا الضغط أو الحمل.
تتكون العظام من خلايا بناءة وخلايا أكّالة. هناك نوعان من تآكل العظم: تآكل مباشر- يبدأ من الخلايا المبطنة للعظم السخني – وغير مباشر أو رجعي – والذي يحدث عندما تتعرض أربطة السن لكمية ضغط زائدة على فترة من الزمن.
 ثمة عامل مهم آخر مرتبط بحركة الأسنان وهو ترسب العظم. يحدث ترسب العظم بين أربطة اللثة، ولولاه لكانت الأسنان مرخية وكثرت الفراغات بينها. عادة يتحرك السن بمعدل ميليميتر واحد في الشهر أثناء العلاج، تتباين القيم بين الأفراد بسبب اختلاف ميكانيكا تقويم الأسنان التي تختلف بالكفاءة بالتالي تختلف الاستجابة.

## أنواع تقويم الأسنان
أقواس المعادن التقليدية مصنوعة من الفولاذ المقاوم للصدأ: تستخدم أحياناً في تركبية مع التيتانويم. يعد هذا النوع الأكثر شيوعاً. تتكون من أقواس مع أربطة مطاطية تربط الأقواس بالسلك المقوس المعدني.النوع الثاني الأكثر شيوعاً لا يحتاج أربطة مطاطية، بدلاً من ذلك يمر السلك بين الأقواس، من مميزات هذا النوع: مدة العلاج أقصر، الألم على الأسنان أقل ويتطلب تعديلات أقل من النوع التقليدي.

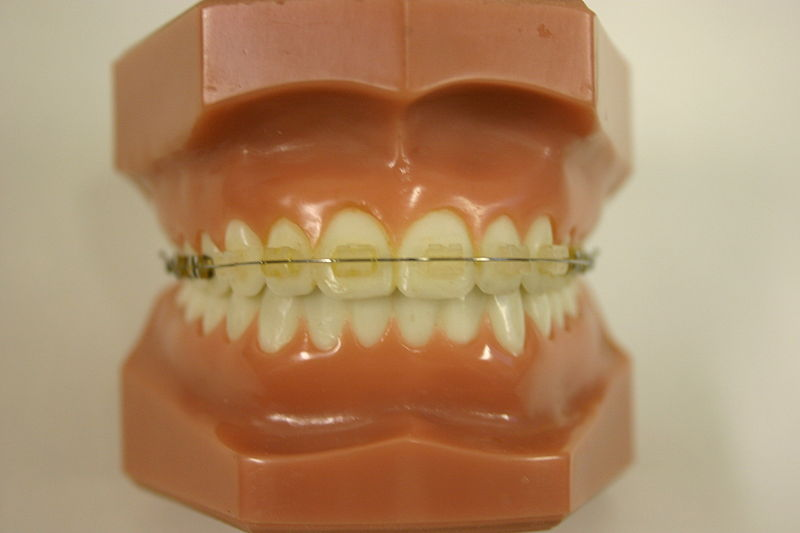

الأقواس الشفافة: تستخدم كبديل تجميلي للأقواس المعدنية التقليدية، تصنع عن طريق مزج ألوان قريبة من لون الأسنان الطبيعي أو قد تكون خفية. عادة يتم صنع هذه الأقواس من السيراميك أو من مواد بلاستيكية، وهي قادرة على محاكاة الأقواس المعدنية التقليدية. يتم استخدام مطاط شفاف أو أبيض مع الأقواس الشفافة كي تبقي التقويم مخفي. بإمكان الأقواس الشفافة أن تكون ذاتية الربط أي أن الأسلاك تتشابك مع الأقواس دون الحاجة إلى أربطة. أما بالنسبة لسلبيات الأقواس الشفافة مقارنة بنظيرتها المعدنية، لها معامل احتكاك أعلى، قابلة للكسر أكثر من المعدن، مما يجعل إزالتها عند إنهاء العلاج أصعب.
أقواس الفولاذ المطلية بالذهب: والتي تستخدم مع المرضى الذين يتحسسون من النيكل – هو عنصر أساسي في الفولاذ مقاوم للصدأ - , قد يستخدم أحيانا مع المرضى الذين يفضلون منظر التقويم الذهبي.
الأقواس اللسانية: من البدائل التجميلية التي توضع الأقواس فيها ومن جهة اللسان، فتكون غير مرئية.
أقواس التيتانيوم: تشبه أقواس الفولاذ المقاوم للصدأ لكنها أخف وأقوى، تستخدم مع المرضى الذين يتحسسون من النيكل، لكنها أكثر كلفة من أقواس الفولاذ المقاوم للصدأ.
سلك القوس متعدد الحلقات الجانبي : أي أنه يكون على شكل حلقات من الأسلاك بين الأسنان. يوفر كفاءة عامودية لاستقامة الأسنان وتعديل العضة.
تتألف تقاويم الأسنان التقليدية من أقواس معدنية تلصق على الوجه الأمامي لكل سن، تستخدم أربطة حول الطواحين لتثبيت الأقواس، نستطيع ان نأكل ونشرب بشكل طبيعي أثناء ارتداء هذا النوع من التقويم. ولكن يجب الانتباه لنوعية الطعام الذي نتناوله، يجب أن نبتعد عن تناول الحلويات ورقائق البطاطس. أما السلبية الأخرى فهي الشعور المؤلم أو المزعج الذي يرافق زيارة طبيب الأسنان التي تحدث فيها التعديلات.
تصنف نظم المعالجة التقويمة حسب الطلب، مثال على ذلك«شورسمايل» التي تجمع التقنية العالية بما فيها التصوير ثلاثي الأبعاد، برمجيات تخطيط العلاج وروبوت لثني الأسلاك المخصصة. يوفر هذا النظام وقت علاج أسرع وكفاءة أعلى لكنه أغلى ولا يتوفر عند جميع أطباء الأسنان.
تستخدم أجهزة الاستقامة الشفافة القابلة للإزالة مثل الانفيسيلين بشكل تدريجي لتحريك الأسنان لموقعها النهائي. لا يمكن استخدام هذا النوع مع الحالات المعقدة، التي تتضمن اقتلاع سن، جراحة فك أو ضرورة توسيع الحنك. يعد هذا النوع من الأجهزة الأحدث. ومع ذلك فالعديد من أطباء الأسنان لا يستخدمون هذا النوع، لأنهم لا يشعرون بأنه يعطي أفضل النتائج مقارنة بالأقواس التقليدية. تعمل هذه التقنية من خلال إمالة أو تدوير الأسنان مع جذورها. في حين أن الأقواس التقليدية تنقل الأسنان مع جذورها بشكل موازي. تصعب ملاحظة أجهزة الاستقامة الشفافة على الأسنان، كما أنها تعمل بشكل تدريجي لتحريك الأسنان إلى موضعها الصحيح دون الحاجة إلى أسلاك. وتشبه الأقواس التقليدية فيما يتعلق بنظافة الفم، فهي قابلة للإزالة أثناء تناول الطعام، لذلك يجب على المريض أن ينظف أسنانه بالفرشاة والخيط بعد كل وجبة.
سبرينغ الاينرز تستخدم للحالات الأقل صعوبة كبديل أرخص من الأقواس التقليدية أو الإنفيسيلين الذي يستخدم في الليل، ويعمل بشكل أساسي على تعديل
استقامة الأسنان الأمامية العلوية والسفلية.
الأقواس الذكية وهي أحدث نوع لكنها ما زالت تحت حقل الدراسة. تحتوي هذه الأقواس على رقاقة تقيس القوى التي تعمل على القوس بالتالي على السن، الهدف منها تقليل مدة العلاج والتكاليف وتوفير راحة الفرد.
أقواس الحرف A : مفوم جديد في أجهزة طب الأسنان، توضع وتعدل وتزال من قبل المستخدم. لهذه الأقواس طرف بارز بارز بزاوية كي يعض المستخدم عليه. يتحكم المستخدم بالعرض عن طريق القطعة العرضية الي تلف حون طرفي حرف.
غالباً لا يسبب هذا النوع من التقويم الألم لأن المريض قادر على التحكم بمقدار الضغط، إلا أن هذا النوع غير مناسب للإستخدام أثناء النوم، يستخدم هذا النوع كموسع للحنك أو كمثبت قابل للتعديل الذاتي.

## إجراءات التركيب

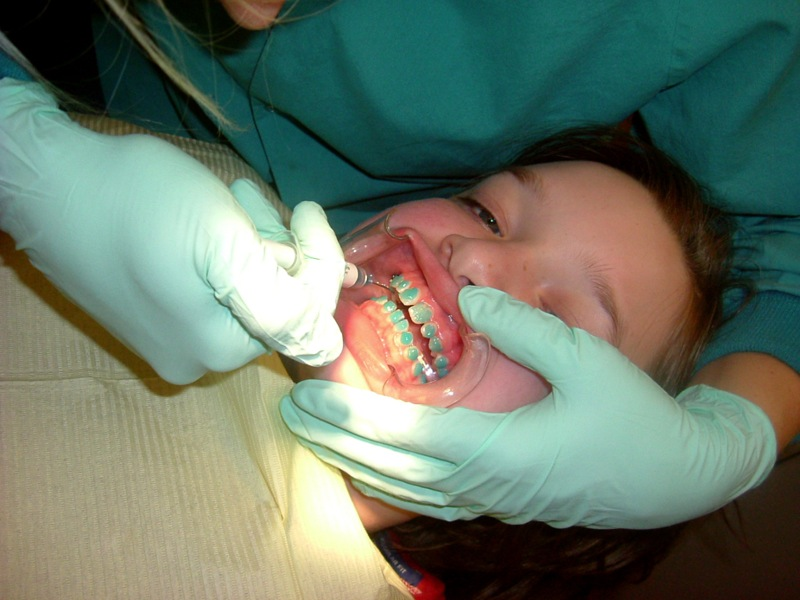

يستطيع أي طبيب أسنان مرخص، تلقى تدريباً مناسباً أن يقدم خدماته في علاج تقويم الأسنان. يتم علاج تقويم الأسنان في أمريكا من قبل أخصائي التقويم وهم متخصصين في تشخيص وعلاج مشاكل انطباق الفكين واصطفاف الأسنان. يجب أن يتلقى طبيب الأسنان تدريباً لمدة سنتين أو ثلاث. وقد يقدم طبيب الأسنان العادي خدمات تقويم الأسنان أيضاً.
الخطوة الأولى هي تحديد الأقواس المناسبة للمريض، يشاور الطبيبُ المريضَ ويتفقد أسنانه نظرياً. إذا تم تحديد نوع مناسب من الأقواس، يأتي المريض في زيارة لأخد القياسات، حيث يتم أخد صورة الأشعة السينية، انطباعات ووقوالب. بعد ذلك يتم تحليل القياسات لتحديد المشكلة وكيفية العلاج. ازداد استخدام النماذج الرقمية في الآونة الأخيرة في تقويم الأسنان. تبدأ المعالجة الرقمية بإنشاء نموذج ثلاثي الأبعاد لفكي المريض. يصنع هذا النموذج عن طريق مسح الليزر لنماذج الجبص التي صنعت من الانطباعات. لدى المعالجة الرقمية القدرة على الفصل الآلي بين الأسنان واللثة والتعامل مع مشاكل الإطباق. يفيد هذا البرنامج بالتأكد افتراضيا بأن العلاج المختار سيحقق النتائج المطلوبة.
تتراوح مدة العلاج التقليدية من ستة أشهر إلى سنتين ونصف، وذلك حسب المشاكل التي تعاني منها الحالة. قد يتطلب إجراء جراحة فك للحالات الصعبة. أو قد تتطلب بعد الحالات ارتداء مبعدات الأسنان قبل أسبوعين من وضع التقويم، وذلك لإنشاء مسافات كافية بين الأسنان الخلفية لوضع الأربطة.
تجهز الأسنان لارتداء التقويم، حيث توضع مادة لاصقة على الأسنان لتساعد بلصق الملاط السني بسطح السن، في أغلب الحالات توضع عصابات على الأسنان ومن ثم توضع الأقواس. تلتصق الأقواس بواسطة الملاط السني، ثم يعالج الملاط السني بالضوء حتى يتصلب. تتطلب هذه العملية عدة ثواني لكل سن. قد تتطلب بعض الحالات لوضع فواصل بين الطواحين لإتاحة المجال كي توضع الأربطة أو العصابات فيما بعد. توضع العصابات لضمان التصاق الأقواس. تستخدم العصابات عندما تحتوي الأسنان على حشوات أو قد تعرضت لأي عمل سني سابق، بعدها توضع العصابات، وتصبح إمكانية وضع الأقواس قابلة للتطبيق.

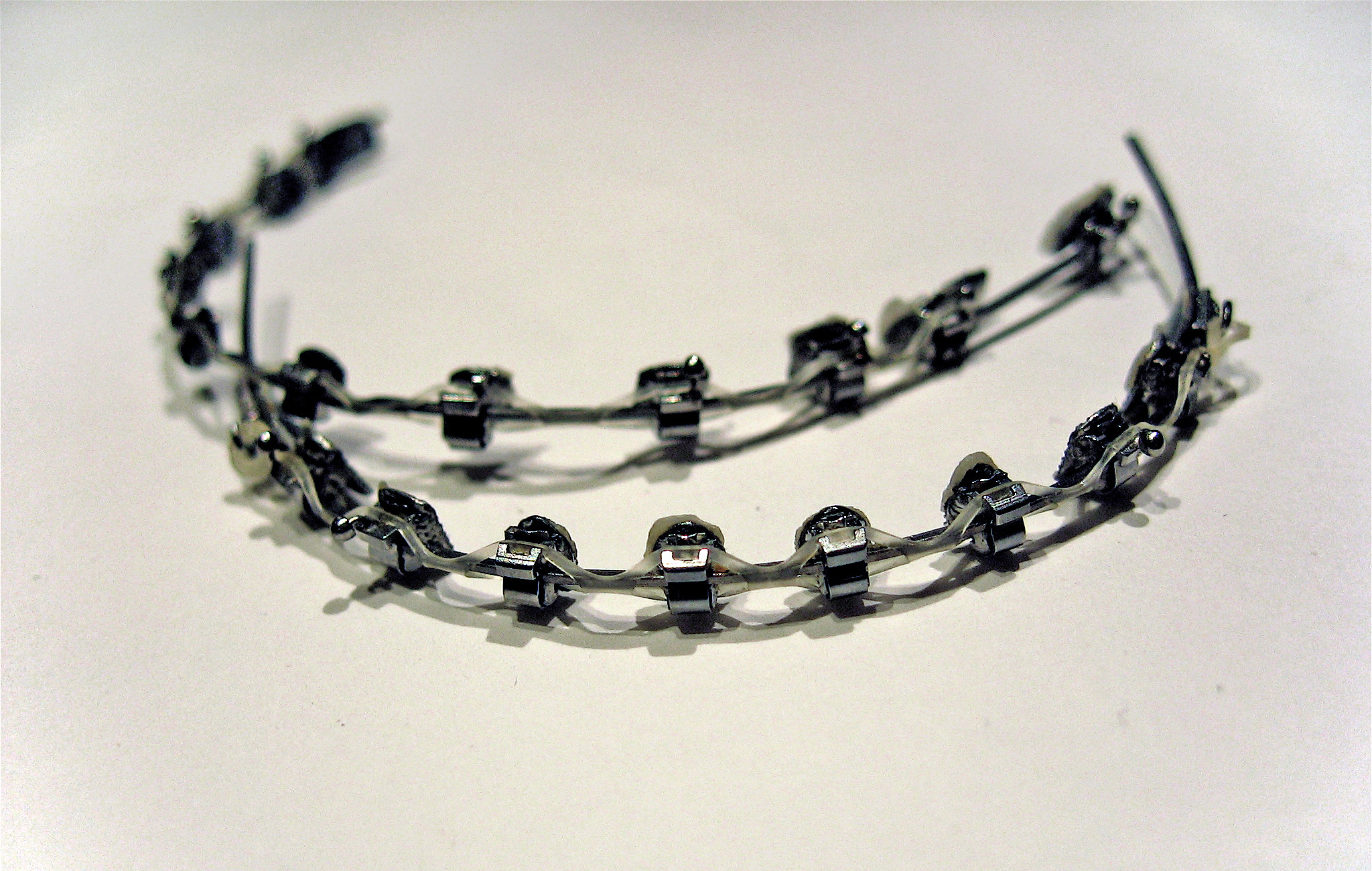

يوضع سلك مقوس بين الأقواس ويثبت بواسطة أربطة مطاطية أو معدنية متاحة بألوان عدة، وللمريض حرية اختيار اللون. يتعرض السلك المقوس لعمليات شد مكررة خلال فترة العلاج. أصبح علم تقويم الأسنان الحديث يستخدم بشكل متكرر أقواس النيكل- التيتانيوم والمواد الحساسة للحرارة. عندما يكون السلك بارد، يصبح مرناً حيث نستطيع وضعه بين الأقواس بسهولة. أما عندما نسخنه إلى درجة حرارة الجسم، فإنه يتصلب ويحافظ على شكله، خالقاً بذلك قوة خفيفة على الأسنان.

نستخدم أحيانا أقواس لها خطافات، أو نصنع خطافات ونثنيهم على السلك المقوس، حيث نستخدمها لتثبيت العصابات المطاطية. يعتمد موقع وشكل العصابات المطاطية على خطة العلاج الخاصة بالمريض. تصنع الأربطة المطاطية بأقطار والوان وقياسات وقوى مختلفة. كما أنها تتوفر ملونة أو شفافة.
بالنسبة لأنواع التقويم الأخرى، مثل الإنفيسيلين، تكون العملية مختلفة تماماً، لكن تتشابه الخطوات الأولية المتعلقة بأخذ القياس. ترسل الانطباعات للتقييم، ثم لتحديد أفضل مسار لعلاج المريض. وتصنع عدة طوابع للأسنان، التي تناسب فم المريض وتكون مشابه للأسنان الواقعية. بعض أنواع تقويم الأسنان، تلجأ لوضع الأقواس بطريقة خاضة تناسب وضع أسنان المريض، وتقلل من المدة الزمنية اللازمة للعلاج. يتألف هذا النوع من أقواس معدنية توضع في فم المريض، كحارس الفم.
في كثير من الحالات، لا يتسع الفك لإصطفاف جميع الأسنان في موقعها الصحيح. هناك نوعان من الإجراءات المتبعة لإفساح المجال في الفك. الأول هو: اقتلاع سن لخلق مساحة أكبر. الثاني هو: التوسيع، حيث يتوسع الفك أو الحنك باستخدام موسع الحنك. تستخدم الموسعات مع الأطفال والبالغين. بالنسبة للبالغين الذين توقف عظامهم عن النمو، فإن توسع الحنك لا ينكم أن يتم إلا بإجراء عملية جراحية. بإمكاننا استخدام الموسع مع البالغين لتوسيع الفك فقط. يتم تعديل الأقواس كل ثلاثة إلى ستة أسابيع. ليساعد هذا التعديل بتحريك الأسنان إلى موقعها الصحيح. عند إجراء التعديل، يزيل الطبيب الأربطة الملونة أو المعدنية مع إبقاء السلك المقوس بمكانه، ثم يزيله إما ليضع بديلاً عنه أو لتعديله. عندما يوضع السلك المقوس مجددا، يقوم طبيب الأسنان، بجعل المريض يختار لونا للأربطة المطاطية الجديدة. قد تكزن عملية التعديل مزعجة أو غير مريحة لكنه أمر طبيعي.

## بعد العلاج
لتجنب عودة الأسنان لوضعها الأصلي، يجب ارتداء مثبت عند انتهاء العلاج بواسطة الأقواس. قد يحتاج بعض المرضى لإجراء عملية بعد تقويم الأسنان، مثل رفع اللثة لتجهيز الأسنان للمثبت وتحسين ملامح خط اللثة بعد إزالة التقويم.

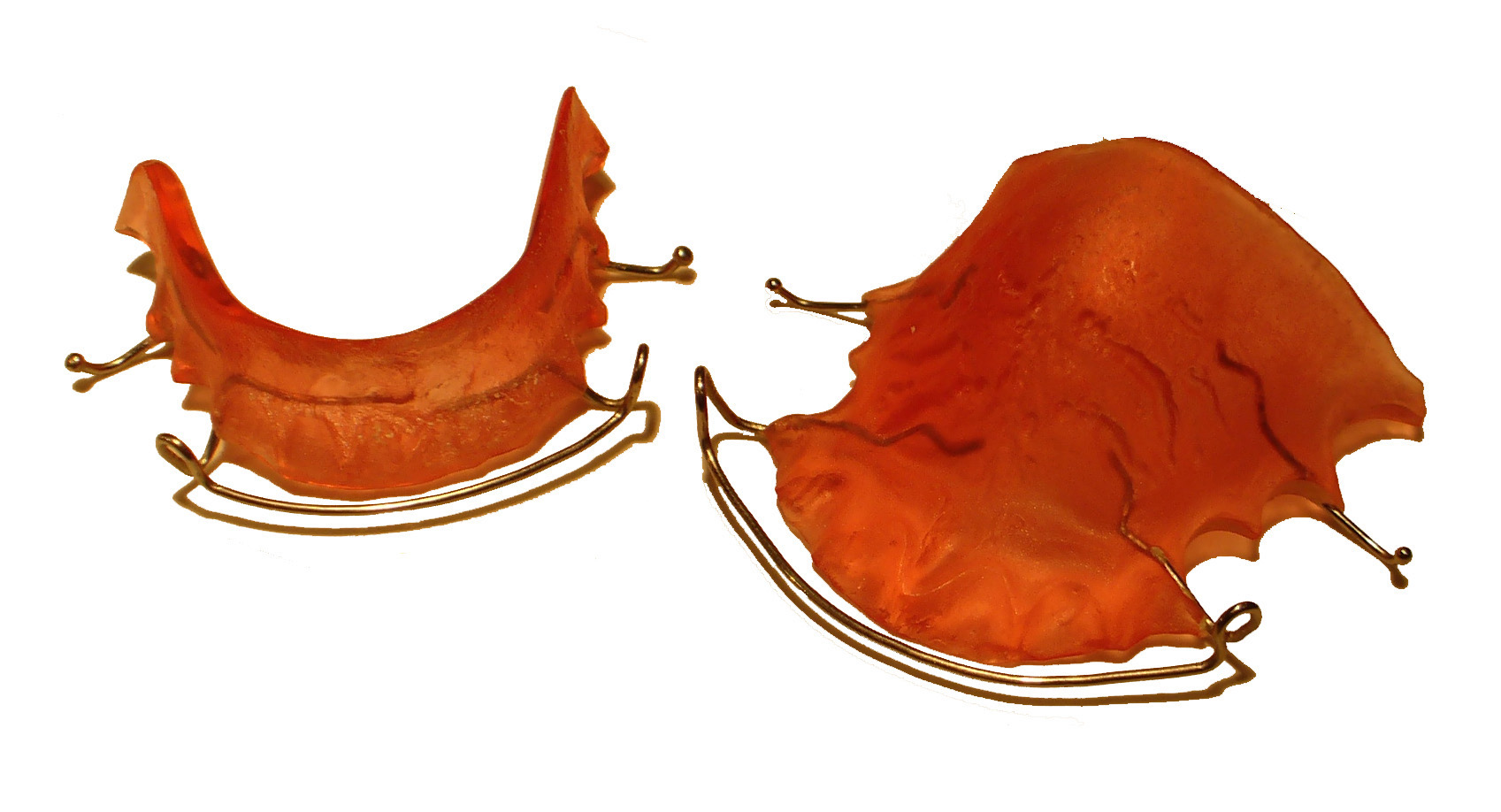

### المثبت
يساعد المثبت في المحافظة على موقع الأسنان الجديد لأطول فترة ممكنة، كي يمنع إعادة تنظيم الهياكل الداعمة بعد المرحلة النشطة من علاج تقويم الأسنان. إذا لم يرتد المريض المثبت بالشكل الصحيح للمدة اللازمة، ستعود الأسنان إلى موقعها الأصلي. يستخدم مثبت هاولي بعد تقويم الأسنان التقليدي. وهو مصنوع من خطافات معدنية تحيط بالأسنان، مغلقة بلوح من الإكريليك تتناسب مع حنك المريض. اما بالنسبة لتقويم الإنفيسيلين، تستخدم مثبت ايزيكس الذي يشبه تقويم الإنفيسيلين، وهو طابع شفاف من البلاستيك يثبت بإحكام مع الأسنان ولا يمتلك قطة من أجل الحنك وهناك أيضاً مثبت مصنوع من سلك ملتصق بشكل دائم بالجهة الخلفية للأسنان، غالبا بالأسنان السفلية. يرفض أطباء الأسنان إزالة هذا النوع، لأنه يجب أن يزال من قبل طبيب أسنان مختص.

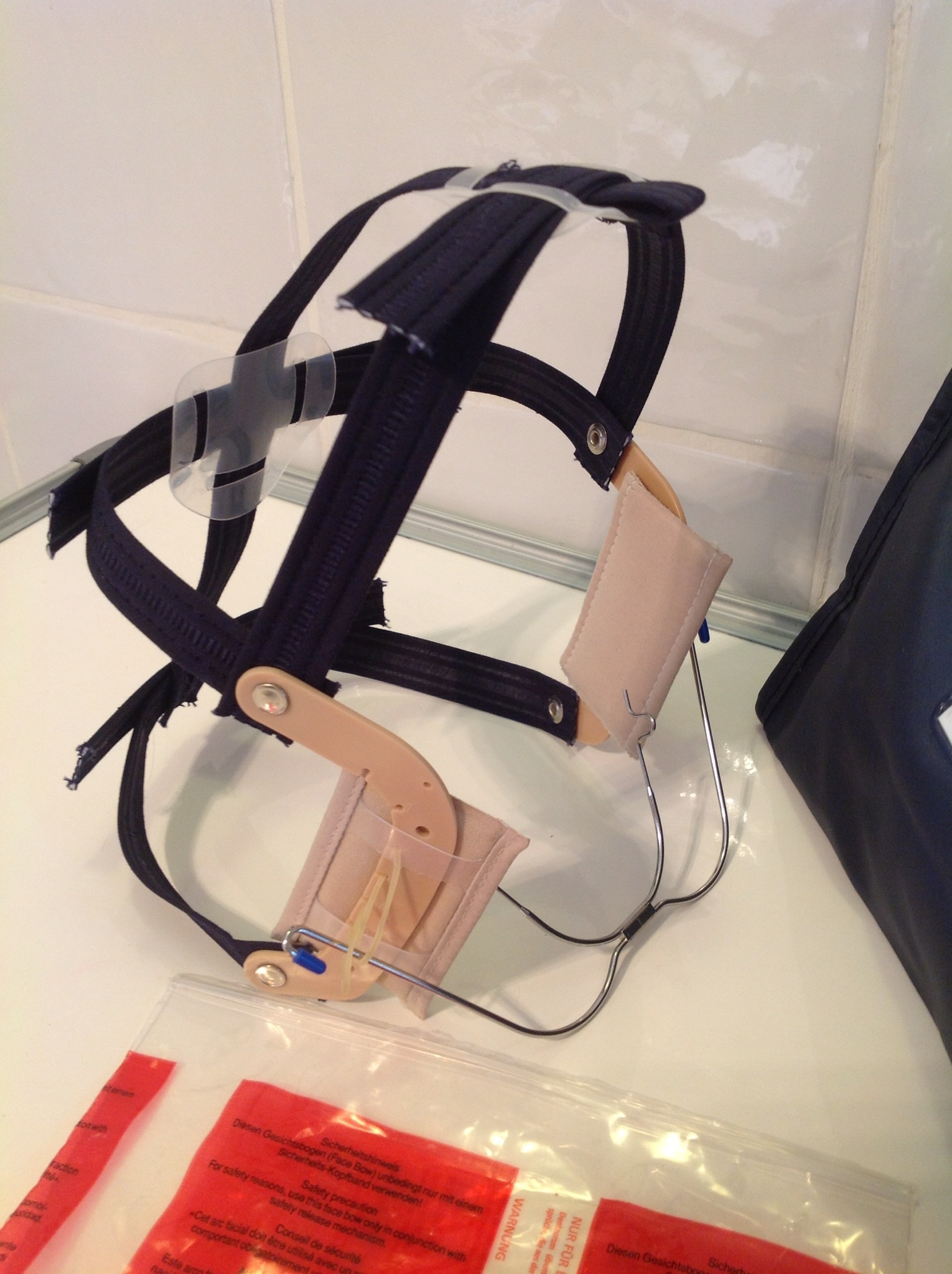

### مترسة الرأس
يجب ارتداء مترسة الرأس لفترة تتراوح بين 12 إلى 24 ساعة كل يوم ليكون فعالاً في تصحيح تراكب العضة. ولمدة 12 إلى 18 شهراً بناء على حاجة الحالة، ومدة ارتدائها ومرحلة النمو لدى المريض. عادة ينصح بارتداء مترسة الرأس لمدة 14 غلى 16 ساعة يوميا، ويستخدم بعد مرحلة الإعداد الأولية للحفاظ على وضع الفك والترس.
مترسة الرأس الكامل مع أشرطة التثبيت والأقواس الوجهية أو خطاف يتم تثبيت الأقواس الوجهية بقوس معدني على انابيب مترسة الرأس متجهة خلف الأضراس العلوية والسفلية. ثم يمد القوس الوجهي إلى خارج الفم وحول وجه المريض. أما الخطاف جاي فيختلف، حيث ينحني إلى داخل فم المريض ويشبك مباشرة بالأقواس.
غطاء الرأس: وهو العنصر الثاني الذي يتألف من واحد أو عدة أشرطة تلف حول رأس المريض. توصل مع القوس الوجهي بواسطة عصابات مطاطية. كما يستخدم أشرطة إضافية لضمان الراحة والسلامة .
المرفقات: العنصر الثالث والأخير – يتألف عادة من أربطة مطاطية لتوصل القوس الوجهي أو الخطاف جاي مع غطاء الرأس، وتوفر بذلك قوة لتحريك الاسنان العلوية والفك إلى الخلف.
تعتبر مترسة الرأس واحدة من أكثر تطبيقات تقويم الاسنان فائدة لتصحيح سوء الاطباق من الدرجة الثانية.

### قبل التشطيب
جهاز مقولب على أسنان المريض باستخدام الضغط الشديد من قبل فك المريض. ثم يرتدي المريض هذا الجهاز لمدة زمنية تتراوح بين 10 إلى 15 ساعة مع تطبيق القوة عليه. الهدف من هذه العملية هو زيادة وقت التمرين في تطبيق القوة على المنتج. إذا كانت أسنان المريض غير جاهزة للمثبت، ينصح طبيب الأسنان باستخدام جهاز التشطيب حيث يصلح الفجوات بين الأسنان، والفراغات الصغيرة بين الفكين ومشاكل ثانوية أخرى.

## المضاعفات والمشاكل
قد تحدث تغييرات في شكل الوجه والفك وعظام الوجنتين نتيجة التقويم لذلك يجب أن يطلع الطبيبُ المريضَ بهذه التغيرات المحتملة قبل بدء العلاج. يؤدي انحشار الطعام بين الأقواس إلى تكون الترسبات. ومن المهم الحفاظ على نظافة الفم باستخدام الفرشاة والخيط لمنع تسوس الأسنان وفقدان الكلس أو تصبغ الأسنان. هناك فرصة ضئيلة من حدوث حساسية تجاه الأشرطة المطاطية أو المعدن المستخدم. وفي حالات أكثر ندرة، قد تتحول حساسية اللاتيكس إلى حساسية مفرطة. ولتجنب الحساسية يستخدم مطاط خالي من اللاتيكس ومعادن بديلة. يجب على المريض إبلاغ طبيبه إذا شعر بأي نوع من هذه الحساسية. قد يصاب المريض بتقرحات الفم نتيجة تهيجه من مكونات الأقواس.بإمكان المريض استخدام العديد من المنتجات التي توفر له الراحة مثل غسول الفم، شمع أو سيليكون الأسنان وأدوية شفاء التقرحات. قد تضرر الأقواس إذا لم تتلق العناية المناسبة. يجب ارتداء حارس الفم لحماية الفم عند ممارسة الرياضة. ينبغي تجنب بعض الأطعمة اللزجة أو الصلبة مثل الحلوى والجزر والمعجنات اليابسة والتوفي لأنها تلحق الضرر بالأقواس. إذا تكرر الضرر بالأقواس تطول مدة العلاج. ينصح بعض أطباء تقويم الأسنان بالعلكة الخالية من السكر، لاعتقادهم بأنها تخفف الألم وتعجل العلاج. أما البعض فيعتبر العلكة مضرة لأنها لزجة.
قد تنفلت الأقواس أثناء المعالجة نتيجة القوة المتعرضة لها، أو بسبب ضغط الملاط السني مع مرور الوقت. لذا يجب أن يتواصل المريض بشكل فوري مع الطبيب لأخذ النصيحة اللازمة. في أغلب الأوقات تستبدل الأقواس.
عندما يتحرك السن، تتحرك معه نهاية السلك المقوس، مما يؤدي إلى وخز الجزء الخلفي من خد المريض. يمكن استخدام شمع الأسنان لتخفيف بروز السلك ووخزه للخد. بعد ذلك يجب الإتصال بالطبيب لإصلاحه، كي لا يتسبب بثقب الخد أو تقرح الفم. أما إذا كان يسبب ألماً شديداً قد يكون من الضروري ثني السلك باستخدام ملعقة أو ملقط، أو حتى ممحاة القلم الرصاص، إلى أن يقوم الطبيب بإصلاحه. يجب معالجة أمراض اللثة قبل البدء بالعلاج. حيث يتم إجراء تنظيف عميق وتنظيفات إضافية. إذا كان المريض يعاني من تآكل العظم فإنه معرض لفقدان سنه أثناء العلاج.
في بعض الحالات قد تكون الأسنان مرخية لفترة طويلة من الزمن. قد يصبح الفرد قادراً على خلخلة سن سنة أو سنتين بعد العلاج. غالباً يؤدي تحرك الأسنان بواسطة أجهزة التقويم لتآكل الجذور ولكن في حالات قليلة قد تتفاقم المشكلة لتسبب ضرراً بالسن، وفي حالات نادرة قد تسقط الأسنان نتيجة تآكل الجذور.
يشعر المريض بالألم وعدم الراحة بعد تعديل التقويم، مما يولد صعوبة في الأكل لعدة أيام. لذا ينصح بتناول طعام لين خلال هذه الفترة كي يتجنب المريض أي ضغط إضافي على الأسنان.
قد تكون إزالة الأقواس مؤلمة أيضاً. يجب أن يزال الملاط السني ويكشط، مما يسبب ألم شديد للمرضى ذوي الأسنان الحساسة. غالباً تمتد عصابات الطواحين لتنغرس باللثة مما يصعب إزالتها .
بعض الأشخاص يفضلون المنظر المعدني لتقويم الأسنان، بالرغم من وجود الأجهزة الشفافة. وفقا لدراسة نشرت في المجلة الأمريكية لتقويم الأسنان وجراحة الوجه والفكين، صنفت الأقواس التي لا تحتوي على معادن مركبة بأنها أكثر جاذبية، تليها أقواس السيراميك مع السلك المعدني الرفيع أو الشفاف. أما الأقواس المعدنية مع الأسلاك المعدنية فكانت أقل الخيارات جمالاً.